# Johannes Aloysius Martyni-Laguna
Johannes Aloysius Martyni-Laguna; Taufname: Carl Friedrich Martini (* 20. Januar 1755 in Zwickau; † 19. April 1824 ebenda) war ein deutscher Privatgelehrter.

## Leben
Johannes Aloysius Martyni-Laguna war der Sohn des Kaufmanns Carl Gottlob Martini und dessen Ehefrau Christiane Rosine Wüst.
Er besuchte das Gymnasium Zwickau, den Vorläufer der heutigen Westsächsischen Hochschule Zwickau, um nach dem Wunsch seines Vaters später zum Apotheker ausgebildet zu werden. Seine dortigen Lehrer waren Christian Clodius (1694–1778), Vater des Philosophen und Dichter Christian August Clodius sowie Christian Daniel Longolius (1722–1795). Das nicht unbedeutende Vermögen seines Vaters ermöglichte es ihm, eine größere Bibliothek anzulegen.
1772 begann er ein Theologie- und Philologie-Studium an der Universität Leipzig, allerdings machte er die Philologie zu seinem Hauptfach. Er hörte Vorlesungen bei Johann August Ernesti, Samuel Friedrich Nathanael Morus, Johann Friedrich Fischer, Christian August Crusius und Johann August Wolf (1750–1809). Nach Beendigung des Studiums kehrte er 1779 in sein Elternhaus zurück und bildete sich dort als Kandidat der Theologie, mit Hilfe der Zwickauer Ratsbibliothek, weiter fort. Nach seiner einzigen Predigt in Zwickau wurde ihm die vakante Landpredigerstelle durch den Bürgermeister angeboten, die er jedoch nicht annahm.
Er lebte anfangs in Dresden als Hofmeister von Johann Centurius von Hoffmannsegg, Sohn des katholischen Grafen von Johann Albericius von Hoffmannsegg (1718–1780), und ging 1780 als Hofmeister des Grafen von Unruh nach Warschau. In seiner Stellung in Dresden wurde er mit dem Vormund des Zöglings, dem späteren Konferenzminister Peter Carl Wilhelm von Hohenthal, bekannt, mit dem ihn eine lebenslange Freundschaft verband. In Warschau lehnte er das Angebot des Fürsten Wenzel Anton von Kaunitz-Rietberg, als Hofmeister nach Wien zu gehen, ab. 
Nachdem er in seinen Geburtsort zurückgekehrt war, erhielt er mehrere Angebote zu verschiedenen Ämtern, unter anderem vom British Museum in London oder als Rektor an die Landesschule Pforta, an das Domgymnasium Magdeburg, als Professor für Geschichte nach Dorpat oder an die Fürstenschule Grimma. Weil er jedoch unabhängig bleiben und sich der Wissenschaft widmen wollte und sich dies auch finanziell leisten konnte, lehnte er alle Angebote ab.  
Er lebte abwechselnd in Dresden, dort hatte er sich im Laufe der Zeit ebenfalls eine große Bibliothek angelegt, und in Zwickau. 1807 brach auf seinem Landgut in Pöhlau bei Zwickau ein Feuer aus, so dass seine Bibliothek komplett verbrannte, besonders empfindlich traf ihn der Verlust der Miscellanea ecclesiastica und eines Manuskripts über Lucan von Gottlieb Corte (1698–1731), das er vollenden wollte. 
Er veröffentlichte in der Halleschen Allgemeinen Zeitung, in der Jenaer Literaturzeitung, im Morgenblatt für gebildete Leser, in Thusnelda von Friedrich Raßmann und in Memorabilien für das Studium und die Amtsführung des Predigers von Heinrich Gottlieb Tzschirner. 
Er war unter anderem befreundet mit Christian Gottlob Heyne, Friedrich August Wolf, Johann Jakob Griesbach, Samuel Friedrich Nathanael Morus, Franz Volkmar Reinhard, Christoph Ammon, Johann Gottfried Gurlitt, Ludwig Wachler, Heinrich Eberhard Gottlob Paulus und Gottfried Seebode und stand mit diesen im ständigen Briefwechsel. 
Johannes Aloysius Martyni-Laguna heiratete in Warschau und änderte seinen Namen in Johannes Aloysius Martyni-Laguna, indem er den Mädchennamen seiner Ehefrau zufügte. Er hatte zwei Töchter, von denen eine 1817 verstarb; aufgrund des Todes seiner Tochter verfasste und veröffentlichte er das dramatische Gedicht Malaria oder die Hand aus der Wolke.

## Schriften (Auswahl)
- Aus der geheimen Geschichte einer theologischen Facultät in Kursachsen, ein Wink für Obercuratoren der Academien. Archenholtz Litteratur und Völkerkunde 1786.
- Epistola ad virum inclutum C. G. Heyne Professorem Gottinganum sub tempus periarum semisecularum Almae Georgiae scripta De libris Lucani editis, qui seculo quinto decim typographorum formula descripti sunt. 1787.
- Dis Manibus Julio Guelfo Poplicolae pro salute civium fluctibus fortiter pereunti. 1787.
- Diogenes und der Jüngling. Eine Unterredung. Neues deutsches Museum 1791.
- Johannes Aloysius Martyni-Laguna; Samuel Friedrich Nathanael Morus: Elegi Ad Manes S. F .N. Mori. 1792.
- Johannes Aloysius Martyni-Laguna; Christian Gottlob Heyne: Ioannis Al. Martyni-Łagunae Epistola Ad Virvm Inclvtvm Chr. G. Heyne, Professorem Gottinganvm, Svb Tempvs Feriarvm Semisecvlarivm Almae Georgiae Script. Berlin 1795.
- Neue Sammlung der besten und neuesten Reisebeschreibungen in einem ausführlichen Auszuge, worinnen eine genaue Nachricht von der Religion, Regierungsverfassung, Handlung, Sitten, Naturgeschichte und andern merkwürdigen Dingen verschiedener Länder und Völker gegeben wird: aus verschiedenen Sprachen zusammengetragen. Berlin Mylius 1796.
- Marcus Tullius Cicero; Johannes Aloysius Martyni-Laguna; Georg Joachim Göschen: M. T. Ciceronis et clarorum virorum Epistolae decem et sex libris comprehensae. Lipsia: prostant apud G. J. Goeschen, 1804.
- Wingolf nach Klopstock: erstes Lied, gesungen bey Reinhard's Genesung, Dresden, im Juni 1811 mit erläuternden Anmerkungen. Dresden: Walther, 1811.
- Schule und Universität, Universität und Schule. Rassmann Thusnelda 1816.
- Johannes Aloysius Martyni-Laguna; Peter Karl Wilhelm von Hohenthal: Elegi ad generossissimum comitem P.C.G. de Altâ Valle: Kalendis Ianuariis Anni MDCCCXXIII. Lipsiae: Cnobloch, 1823.
- Marcus Annaeus Lucanus; Caspar von Barth; Gottlieb Corte; Johannes Fridericus Gronovius; Nicolaas Heinsius; Johann Aloysius Martyni-Laguna; Daniel Wilhelm Triller; Carl Friedrich Weber: M. Annaei Lucani Pharsalia cum notis Casp. Barthii, G. Cortii, J. Fr. Gronovii, Nic. Heinsii, J. Al. Martyni-Lagunae, D. W. Trilleri aliorumque. Lipsiae 1828.